# Cảo Kinh
Cảo hoặc Cảo Kinh hay Kiểu Kinh(tiếng Trung: 鎬京; bính âm: Hàojīng), còn được gọi là Tông Chu (宗周), là một trong hai khu định cư bao gồm thủ đô của triều đại Tây Chu (k. 1027－256 TCN), khu còn lại là Phong hoặc Phong Kinh (灃京). Cả hai được gọi chung là Phong Cảo và đứng trên bờ đối diện của Phong Hà (沣河) với Cảo Kinh ở bờ đông. Khám phá khảo cổ học cho thấy rằng tàn tích của Cảo Kinh nằm bên cạnh Phong Hà quanh cuối phía bắc Đẩu Môn Nhai Đạo (斗门街道) ở Tây An ngày nay, Thiểm Tây. Nó là trung tâm chính phủ của Chu Vũ vương (trị vì vào năm 1046－1043 TCN).

## Sự tiến triển
Chu Văn vương dời kinh đô nhà Chu về phía đông từ Kỳ Ấp (岐邑) đến Phong Kinh; con trai Vũ vương sau đó đã di dời qua sông đến Cảo Kinh. Phong Kinh trở thành địa điểm của đền thờ tổ tiên nhà Chu và các khu vườn trong khi đó Cảo Kinh nơi ở của hoàng gia và là trụ sở chính phủ. Khu dân cư hay còn được gọi là Tông Chu để nhằm chỉ  ra trách nhiệm.
Dưới thời trị vì của vua Chu Thành vương (trị vì vào năm 
1042－1021 TCN), công tước của Chu công Đán đã xây dựng một khu định cư thứ hai tại Lạc Ấp, còn được gọi là Thành Chu (成周), để củng cố quyền kiểm soát phần phía đông của vương quốc. Kể từ đó trở đi, mặc dù vua Thành vương đóng quân vĩnh viễn ở Thành Chu, Cảo Kinh vẫn là trung tâm hoạt động chính.
Vào thời vua Chu Chiêu vương (trị vì vào năm 995－977 TCN), việc tăng cường thêm phần phía đông của Vương Quốc nhà Chu đã diễn ra như vậy, Thành Chu trở thành trung tâm hoạt động chính.
Trong trị vì Chu U vương (trị vì vào năm 781－771 TCN), Thân hầu với sự hỗ trợ từ những người du mục Khuyển Nhung từ phía tây đã tràn qua Cảo Kinh báo trước sự kết thúc triều đại Tây Chu. Tất cả các tòa nhà hoàng gia trong khu định cư đều bị san bằng mặt đất mặc dù không biết những người ở Phong Kinh có sống sót sau vụ hỏa hoạn. Chu Bình Vương (trị vì vào năm 770－720 TCN) mới lên ngôi sau đó không có lựa chọn nào khác ngoài việc dời thủ đô về phía đông đến Thành Chu. Sau một thời gian, vẫn còn những người tự xưng mình như "Tây Chu" và đến Thành Chu là Tông Chu.